# Scorpaenodes
Scorpaenodes és un gènere de peixos pertanyent a la família dels escorpènids.

## Descripció
- Escates aspres.
- Sense depressió en la part de dalt del cap per darrere de l'ull.
- Dents en la part superior de la boca però absents als costats.
- Aleta pectoral amb 15-20 radis.
- Radis petits i espinosos a les parts superior i inferior de la base de l'aleta caudal.

## Taxonomia
- Scorpaenodes africanus (Pfaff, 1933)[3]
- Scorpaenodes albaiensis (Evermann & Seale, 1907)[4]
- Scorpaenodes arenai (Torchio, 1962)[5]
- Scorpaenodes caribbaeus (Meek & Hildebrand, 1928)[6]
- Scorpaenodes corallinus (Smith, 1957)[7]
- Scorpaenodes elongatus (Cadenat, 1950)[8]
- Scorpaenodes englerti (Eschmeyer & Allen, 1971)[9]
- Scorpaenodes guamensis (Quoy & Gaimard, 1824)[10]
- Scorpaenodes hirsutus (Smith, 1957)[7]
- Scorpaenodes immaculatus (Poss & Collette, 1990)[11]
- Scorpaenodes insularis (Eschmeyer, 1971)[12]
- Scorpaenodes investigatoris (Eschmeyer & Rama-Rao, 1972)[13]
- Scorpaenodes kelloggi (Jenkins, 1903)[14]
- Scorpaenodes littoralis (Tanaka, 1917)[15]
- Scorpaenodes minor (Smith, 1958)[16]
- Scorpaenodes muciparus (Alcock, 1889)[17]
- Scorpaenodes parvipinnis (Garrett, 1864)[18]
- Scorpaenodes quadrispinosus (Greenfield & Matsuura, 2002)[19][20]
- Scorpaenodes scaber (Ramsay & Ogilby, 1886)[21]
- Scorpaenodes smithi (Eschmeyer & Rama-Rao, 1972)[22]
- Scorpaenodes steenei (Allen, 1977)[23]
- Scorpaenodes steinitzi (Klausewitz & Fröiland, 1970)[24]
- Scorpaenodes tredecimspinosus (Metzelaar, 1919)[25]
- Scorpaenodes tribulosus (Eschmeyer, 1969)[26]
- Scorpaenodes varipinnis (Smith, 1957)[27]
- Scorpaenodes xyris (Jordan & Gilbert, 1882)[28]